# Jaimz Woolvett
Jaimz Woolvett  (ur. 14 kwietnia 1967 w Toronto) – kanadyjski aktor.

## Filmografia

### Filmy kinowe
- Podróż w mrok  (Deadly Betrayal: The Bruce Curtis Story, 1991) jako Scott Franz
- Bez przebaczenia  (Unforgiven, 1992) jako The Schofield Kid
- W otchłani mroku  (The Dark, 1994) jako Ed
- Hiroshima (1995) jako George Caron
- Martwi prezydenci  (Dead Presidents, 1995) jako porucznik Dugan
- Tropiciel śladów  (The Pathfinder, 1996) jako Ensign Weston
- Sanktuarium  (Sanctuary, 1997) jako Dominic Grace
- Rosewood w ogniu  (Rosewood, 1997) jako Deputy Earl
- Niechęć anioła  (Reluctant Angel, 1998) jako Donald
- Boogie Boy (1998) jako Larry
- Dzień, w którym zastrzelono Lincolna  (The Day Lincoln Was Shot, 1998) jako David E. Herod
- Milgaard (1999) jako Ron Wilson
- Rok 2000 (Y2K, 1999) jako Vince
- Rytualny taniec  (Rites of Passage, 1999) jako Red Tenney
- Wyścig  (Tail Lights Fade, 1999) jako Ben
- Joanna d’Arc (Joan of Arc, 1999) jako książę Burgundii
- Wyrównać rachunki  (The Stepdaughter, 2000) jako Buddy Conner
- Winny  (The Guilty, 2000) jako Leo
- Going Back (2001) jako Tex
- A.K.A. Birdseye (2002) jako Fingers
- Globalna herezja  (Global Heresy, 2002) jako Leo
- Miłość przychodzi powoli  (Love Comes Softly, 2003) jako mężczyzna z wozu
- Zabójcza głębia  (Red Water, 2003) jako Jerry
- Helter Skelter (2004) jako Gary Hinman
- Uwięziona we śnie  (The Lazarus Child, 2004) jako Nathan
- The Veteran (2006) jako Tex

### Seriale TV
- Wojna światów  (War of the Worlds, 1988–1990) jako Larry (gościnnie)
- Droga do Avonlea  (Road to Avonlea, 1989–1996) jako Booth Elliot (gościnnie, 1994)
- E.N.G. (1990–1994) jako Sean (gościnnie)
- Neon Rider (1990–1995) jako (gościnnie, 1990)
- Biały Kieł  (White Fang, 1993) jako Matt Scott
- Lonesome Dove: The Series (1994) jako kapitan Middleton (gościnnie)
- JAG – Wojskowe Biuro Śledcze  (JAG, 1995–2005) jako kapral Daryl Wetzel (gościnnie)
- Nikita  (La Femme Nikita, 1997–2001) jako Eric (gościnnie)
- Czarodziejki  (Charmed, 1998–2006) jako Tull (gościnnie)
- Na tropie zbrodni  (Da Vinci’s Inquest, 1998–2005) jako Dean Resnick (gościnnie)
- Kruk: Droga do nieba  (The Crow: Stairway to Heaven, 1998) jako James Pearl (gościnnie)
- Ścigany  (The Fugitive, 2000–2001) jako Steven Dalkowski (gościnnie)

### Scenariusz
- Biały Kieł  (White Fang, 1993)